# Teodor Antonowicz
Teodor Orest Antonowicz (ur. 9 listopada 1895 w Kaliszu, zm. 1940 w ZSRR) – kapitan administracji (piechoty) Wojska Polskiego, działacz niepodległościowy.

## Życiorys
Urodził się 9 listopada 1895 w Kaliszu jako syn Michała.
Po odzyskaniu przez Polskę niepodległości wstąpił do Wojska Polskiego. Został awansowany na stopień porucznika piechoty ze starszeństwem z dniem 1 czerwca 1919. W 1923 jako oficer nadetatowy 29 pułku piechoty był w kadrze oddziału szkolnego Korpusu Kadetów Nr 1. Awansowany do stopnia kapitana piechoty ze starszeństwem z dniem 1 stycznia 1928. W 1928 był przydzielony do 26 pułku piechoty. W marcu 1939 łączył obowiązki komendanta powiatowego Przysposobienia Wojskowego Lwów z funkcją dowódcy 1. kompanii II Lwowskiego Batalionu Obrony Narodowej.
Po wybuchu II wojny światowej podczas kampanii wrześniowej 1939 był dowódcą batalionu piechoty „Wilno” w składzie Grupy „Dubno”. Po agresji ZSRR na Polskę z 17 września 1939 został aresztowany przez Sowietów. Na wiosnę został zamordowany przez NKWD. Jego nazwisko znalazło się na tzw. Ukraińskiej Liście Katyńskiej opublikowanej w 1994 (został wymieniony na liście wywózkowej 55/4-91 oznaczony numerem 46). Ofiary tej zbrodni zostały pochowane na otwartym w 2012 Polskim Cmentarzu Wojennym w Kijowie-Bykowni.

## Ordery i odznaczenia
- Krzyż Niepodległości – 6 czerwca 1931 „za pracę w dziele odzyskania niepodległości”[13]
- Krzyż Walecznych trzykrotnie[14]
- Srebrny Krzyż Zasługi – 19 marca 1931 „za zasługi na polu wychowania fizycznego i przysposobienia wojskowego”[15]